# Руа, Микеле
Микеле Руа  (итал. Michele Rua, 9 июня 1837, Турин, Турин — 6 апреля 1910, Турин) — блаженный Римско-Католической Церкви, педагог, священник из монашеской конгрегации салезианцев, первый преемник основателя конгрегации Иоанна Боско.

## Биография

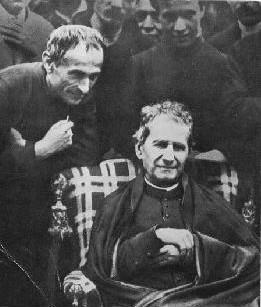
Микеле Руа и Иоанн Боско

Микеле Руа родился 9 июня 1837 года в Турине в многодетной семье. В 1852 году Микеле Руа поступил в только что организованный Иоанном Боско ораторий. В 1854 году Иоанн Боско предложил Микеле Руа создать салезианское общество (по имени святого Франциска Сальского), которое в 1859 году было официально учреждено Римским папой Пием IX. Став священником, Микеле Руа был соратником Иоанна Боско в организации деятельности основанной ими монашеской конгрегации. По особой просьбе Иоанн Боско Римский папа Лев XIII назначил Микеле Руа преемником основателя конгрегации, в 1888 году подтвердив своё решение назначением его на должность генерального настоятеля.
Микеле Руа особое внимание уделял педагогической деятельности, обогатив оратории различными кружками и гимнастическими залами, составляя специальные педагогические программы для профессиональных училищ, учреждая классические, технические и коммерческие школы. Когда число членов салезианской конгрегации стало увеличиваться, Микеле Руа стал направлять монахов в различные страны мира, тем самым, придав конгрегации новый миссионерский характер.
Микеле Руа умер 6 апреля 1910 года.

## Прославление
29 октября 1972 года Микеле Руа был беатифицирован папой Павлом VI.
День памяти в Католической Церкви — 6 апреля.